# Cumanotus fernaldi
Cumanotus fernaldi är en snäckart som beskrevs av T. E. Thompson och G. H. Brown 1984. Cumanotus fernaldi ingår i släktet Cumanotus och familjen Cumanotidae. Inga underarter finns listade i Catalogue of Life.